# Victor Urbancic
Victor Urbancic (* 9. August 1903 in Wien, Österreich-Ungarn; † 4. April 1958 in Reykjavík) war ein österreichischer Komponist, Dirigent, Pädagoge und Musikwissenschaftler, der in Island wirkte.

## Leben
Urbancic (Urbantschitsch) studierte an der Universität Wien Musikwissenschaft und an der Wiener Akademie für Musik und darstellende Kunst u. a. Komposition bei Joseph Marx und Dirigieren bei Clemens Krauss. 1925 wurde er bei Guido Adler promoviert. Er arbeitete ab 1926 am Stadttheater Mainz als Solorepetitor und Operettenkapellmeister, ab 1930 auch als Opernkapellmeister. Nach der Machtübertragung an die Nationalsozialisten 1933 wurde er aus rassistischen und politischen Gründen gekündigt. Ab 1934 arbeitete er am Konservatorium in Graz. Nach dem Anschluss Österreichs emigrierten Urbancic und seine Frau aus jüdischer Familie, Melitta geb. Grünbaum, mit ihren drei Kindern Peter (* 1931), Ruth (* 1932) und Sibyl (* 1937) nach Island. Einer seiner Studienkollegen, Franz Mixa, selbst ein gebildeter Musiker aus Österreich, tauschte teilweise die Stellung mit ihm. Urbancic verbrachte die zweite Hälfte seines Lebens in Island und hatte zu dieser Zeit einen immensen Einfluss auf die dortige Musik und ihre Entwicklung.
Bevor er nach Island fliehen musste, war er u. a. Vizedirektor des Konservatoriums in Graz und Direktor des Musikwissenschaftlichen Instituts der Universität Graz. In seinen letzten Lebensjahren war er musikalischer Direktor des Isländischen Nationaltheaters in Reykjavík. So dirigierte er im Jahr 1951 die erste Oper, die in Island aufgeführt wurde, Rigoletto von Giuseppe Verdi. Zu seinen zahlreichen Tätigkeiten gehörte auch die des Organisten und Chorleiters der Landakotskirkja in Reykjavík. Bei ihm studierten isländische Komponisten wie Karl Ottó Runólfsson und Jón Nordal. Urbancic erhielt das Ritterkreuz des Falkenordens. Er starb am Karfreitag 1958.
Er war der Enkel des Ohrenarztes Viktor Urbantschitsch, der Neffe des Psychoanalytikers Rudolf Urbantschitsch, der Onkel der Kostümbildnerin und Bühnenbildnerin Elisabeth Urbancic und der Großonkel von Elisabeths Sohn, dem Schauspieler Christoph Waltz.
Im Jahr 2025 erschien eine Biographie von Urbancic und zwei weiteren exilierten Musikern: Music at World’s End: Three Exiled Musicians from Nazi Germany and Austria and Their Contribution to Music in Iceland, verfasst von dem isländischen Musikwissenschaftler Árni Heimir Ingólfsson. 